# Oscar Pettiford

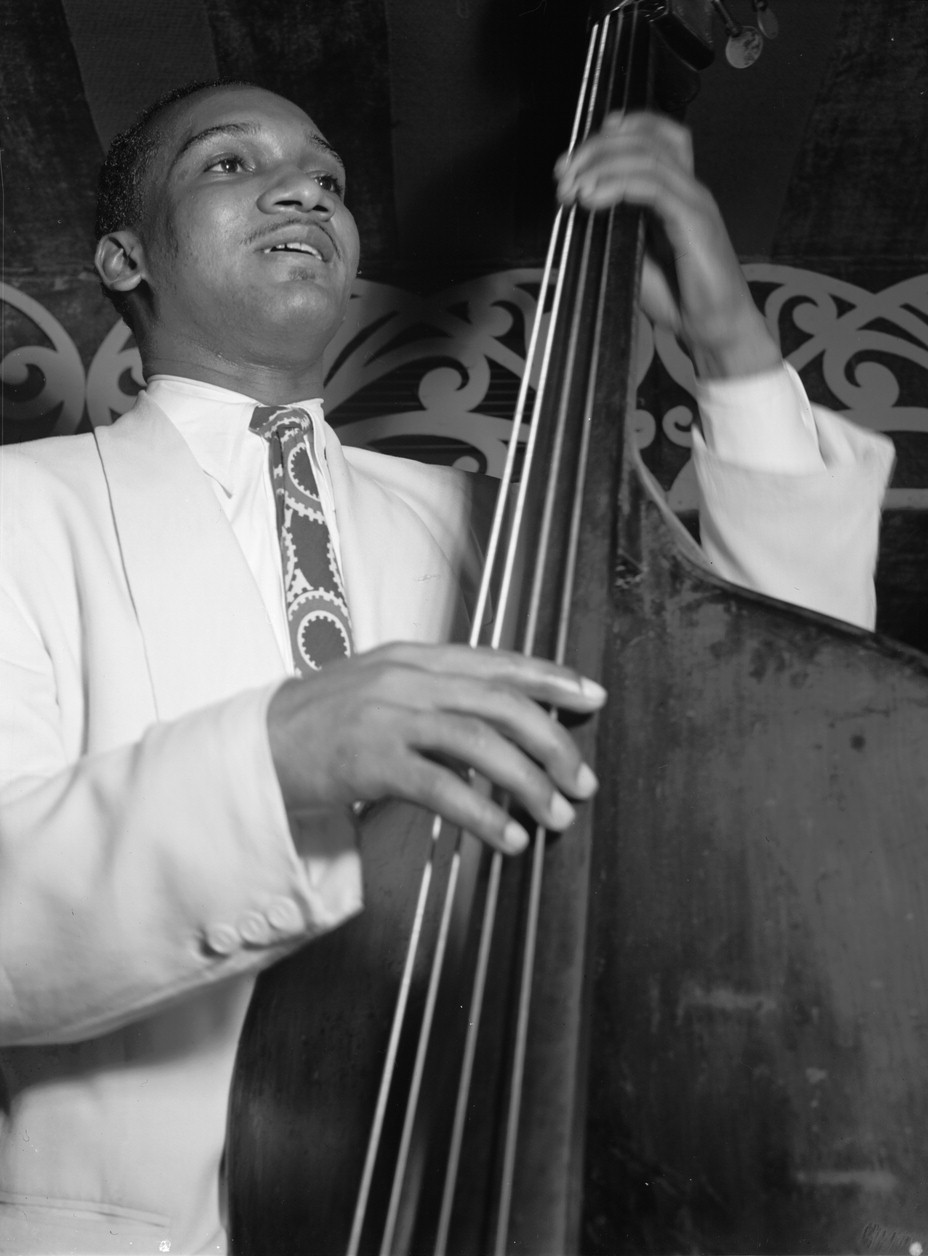
Oscar Pettiford, Auftritt im New Yorker Jazzclub Aquarium, Fotografie von William P. Gottlieb, ca. November 1946

Oscar Collins Pettiford (* 30. September 1922 in Okmulgee, Oklahoma; † 8. September 1960 in Kopenhagen) war ein Jazz-Musiker, Arrangeur und Komponist, der Kontrabass und Cello spielte und als einer der bedeutenden Musiker des Modern Jazz gilt. Oscar Pettiford, von seinen Kollegen O.P. genannt, war mit Charlie Parker und Dizzy Gillespie ein Wegbereiter des Bebop. Ebenso wie Jimmy Blanton (als dessen legitimer Nachfolger er in den 1950er Jahren in New York betrachtet wurde) und wie Charles Mingus trug er dazu bei, dass der Kontrabass im Jazz zum Soloinstrument wurde. Außerdem führte er 1950 das Cello, auf das er das Pizzicatospiel des Basses übertrug, als Soloinstrument in den Jazz ein.

## Leben

### Frühe Jahre
Oscar Pettiford, dessen Familie sowohl afroamerikanische als auch indianische Wurzeln hat wurde als Sohn des Tierarztes Harry „Doc“ Pettiford und einer Musiklehrerin in einem Indianerreservat geboren. Seine Mutter war eine Choctaw, sein Vater halb Cherokee und halb Afroamerikaner.

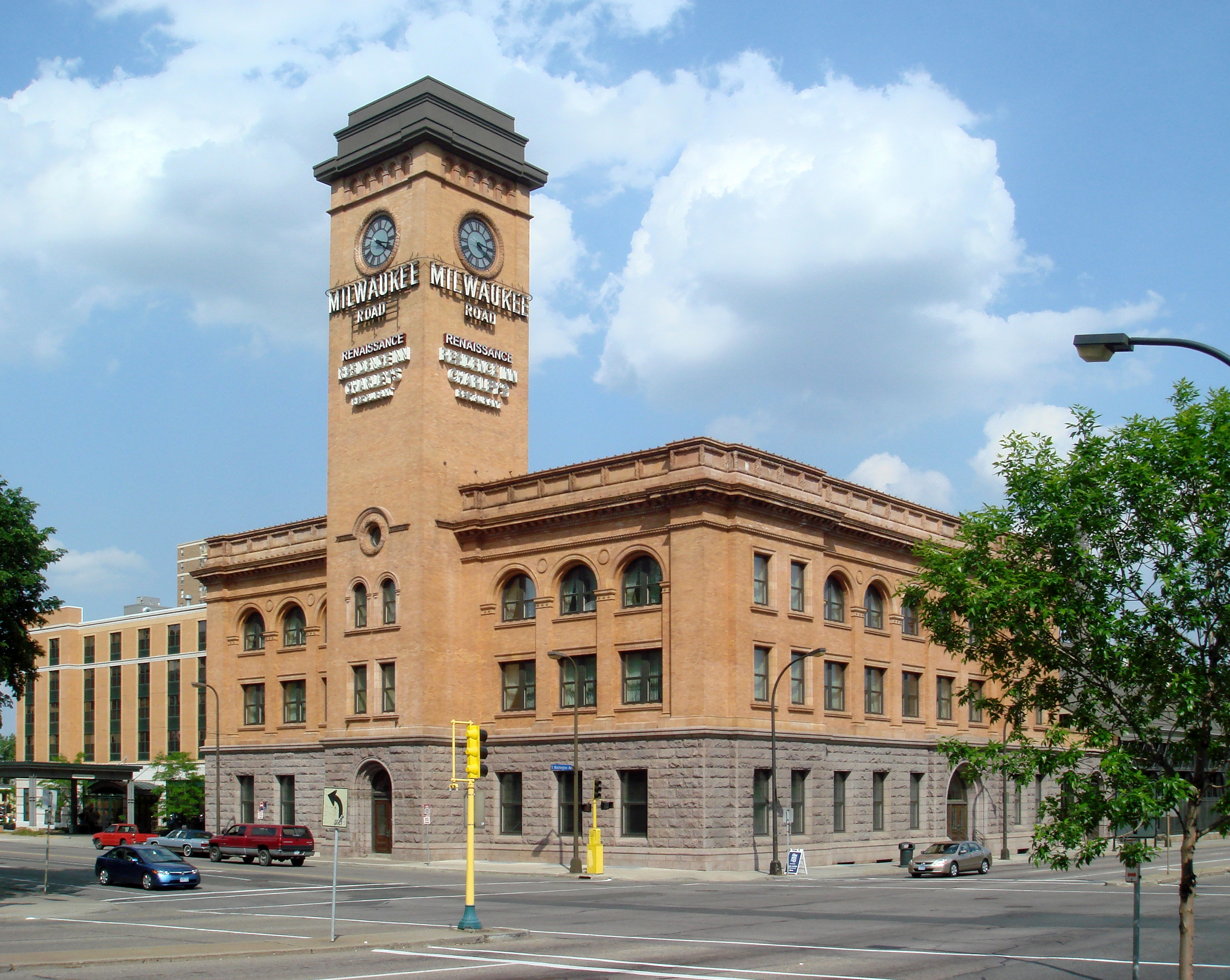
Der stillgelegte Bahnhof von Minneapolis

Die Familie zog jedoch nach Minneapolis, als Pettiford drei Jahre alt war. Sein Vater gab damals seine Tätigkeit als Tierarzt auf und gründete ein Orchester, zu dem im Lauf der Zeit seine Frau und alle seine elf Kinder gehörten. Pettiford sang in dieser Band, spielte ab 1933 Klavier, ab 1936 Bass und war mit diesem Familienorchester bis 1941 auf Tourneen in den US-Staaten des Mittleren Westens unterwegs, bis sich das Ensemble durch Heirat der Töchter auflöste. Das Magazin Down Beat erwähnte 1938 die Swing City und Pettiford-Familienband, welche eine Attraktion des Highschool-Schüler war. Seine Brüder Ira und Alonzo spielten später bei Jay McShann; seine Schwester Marjorie (1916–1986) Altsaxophon bei den International Sweethearts of Rhythm. Eine wichtige Rolle nahm in dieser Gruppe Oscars ältere Schwester Leontine ein, die Piano und Holzblasinstrumente spielte und die meisten Arrangements schrieb. An eine frühe Begegnung mit Duke Ellington erinnerte sich der Bassist später:

„Eines Nachts hörte mich Duke Ellington bei einer after-hour Jamsession, und er trat an mich heran und fragte, ob ich in seine Band kommen wolle. Das war noch vor Blanton. Aber ich war damals erst 14 oder 15 und das war gegen das Gesetz, wie es damals war. So konnte ich nicht bei ihm spielen. Als ich dann 17 war, hörte ich Jimmy Blanton. Ich war verrückt nach ihm. […] Als Blanton dann starb, war das für mich der Auslöser, herauszukommen und die Dinge in Bewegung zu bringen. Ich war von Blanton beeindruckt – und von Adolphus Alsbrook, einem Bassisten aus Minneapolis.“

Im März 1937 wurden zwei Musiker des Cab-Calloway-Orchesters, Milt Hinton und Ben Webster, auf den jungen Pettiford aufmerksam, als sie nach ihrer Show bei einer Session den vierzehnjährigen Bassisten hörten. Sie luden Pettiford sogleich ein, mit ins Theater zu kommen, damit die anderen Musiker ihn hören könnten.
Oscar spielte in seiner Freizeit im Boogie-Woogie-Club der Minnesota-University. Im September 1939 wirkte er bei einer Jam-Session im Harlem Breakfast Club in Minneapolis mit und spielte mit Jerry Jerome, Charlie Christian und dem Pianisten Frankie Hines („I Got Rhythm“). 1942 trat er in einem Trio bei einem Konzert auf, das Dimitri Mitropoulos, Dirigent des Minneapolis Symphony Orchestra organisiert hatte. Die drei Musiker schrieben dafür ein Stück namens „Beat Me, Dimitri“. In diesem Jahr lernte er auch Coleman Hawkins kennen, zu dessen Gastspiel in Duluth er mit seinem Bass gereist war. Während des Soundchecks traf er den Saxophonisten, der ihn aufforderte ihm vorzuspielen. Beeindruckt lud Hawkins den jungen Bassisten ein, an dem Abend mitzuspielen. Seitdem waren Pettiford und er befreundet.
Nach einiger Zeit der Arbeit in lokalen Orchestern in Minneapolis – wie dem Quartett von Bob Benham und der Band seines Bruders Ira – wurde er Anfang 1943 von Charlie Barnet bei einem Besuch in Minnesota entdeckt und hatte sein erstes professionelles Engagement in dessen Orchester als zweiter Bassist neben Chubby Jackson. Mit ihm komponierte er das „Concerto for Two Basses“.

### Bebop-Jahre
Im Februar 1943 hatte er im Chicagoer Savoy Hotel Gelegenheit zu einer Jam-Session mit Charlie Parker und Dizzy Gillespie („Sweet Georgia Brown“). Noch im selben Jahr ging Pettiford mit dem Barnet-Orchester nach New York, wo er im Mai die Band verließ und Nick Fenton als Hausbassisten im Minton’s Playhouse ersetzte, dem Jazzlokal, das in der Entstehungszeit des Bebop der Kristallisationspunkt der neuen, damals als revolutionär empfundenen Musik war. Danach spielte er im Quintett von Roy Eldridge im Onyx Club.
Im Dezember wirkte er dann bei drei Aufnahmesitzungen von Coleman Hawkins für das Label Signature mit; er spielte in einer Rhythmusgruppe mit Eddie Heywood bzw. Ellis Larkins am Piano und Shelly Manne am Schlagzeug. Solistisch tat sich Pettiford vor allem bei der Sitzung am 23. Dezember in „Crazy Rhythm“ und der Gershwin Ballade „The Man I Love“ hervor.

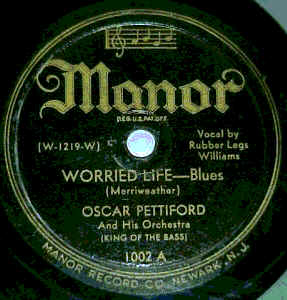
78er von Oscar Pettiford & His 18 All Stars. „Worried Life Blues“ 1945, mit Dizzy Gillespie, Don Byas, Trummy Young, Benny Morton, Johnny Bothwell, Serge Chaloff, Clyde Hart, Al Casey, Shelly Manne, Rubberlegs Williams

Nach den ersten Sessions in Minton’s Playhouse leitete Pettiford zusammen mit Dizzy Gillespie 1944 das erste Bebop-Quintett der Jazzclubs der 52. Straße – mit Gillespie, Don Byas bzw. Budd Johnson, George Wallington und Max Roach und er war auch an Coleman Hawkins’ Aufnahmen mit den jungen Bebop-Musikern zugegen („Rainbow Mist“).
Im Jahr 1944 war der Bassist bereits ein gefragter Sessionmusiker; er wirkte in diesem Jahr bei Aufnahmen von Earl Hines, Sonny Greer, Tiny Grimes, Billie Holiday, Helen Humes, Louis Armstrong, Clyde Hart, Ike Quebec, dem Art Tatum Trio, Sammy Price sowie bei einer Jam-Session der Esquire All Stars in der Metropolitan Opera mit, bei der auch eine Komposition von ihm gespielt wurde, „For Bass Faces Only“, die später von Ray Brown, Dizzy Gillespie und Gil Fuller übernommen und als „One Bass Hit“ berühmt wurde.
Im Titel „Blue Skies“, den er mit Ben Webster im April ’44 einspielte, schuf der Bassist ein kurzes Statement, das „perfekt ausbalanciert war“. Im Juli entstanden zwei Titel im Duo mit Clyde Hart, „Don’t Blame Me“ und „Dedicated to J.B.“, auf denen der Bassist mit längeren Soli zu hören sei – bis heute gelten diese beiden Aufnahmen leider als verschollen. Im Frühjahr und Sommer 1944 kam es zur Zusammenarbeit mit Billy Eckstine, bei dessen Aufnahmen mit dem Vorläufer der Eckstine-Bigband er Gelegenheit für ein „sensationelles Solo“ im Stück „I Got a Date with Rhythm“ hat.
Im Januar 1945 begleitete er mit einem Orchester unter seiner Leitung den Bluessänger und Tänzer Rubberlegs Williams auf dessen „Empty Bed Blues“;
Danach spielte er bis Frühjahr 1945 bei Boyd Raeburn.
In Kalifornien, nach Filmaufnahmen mit Coleman Hawkins und Howard McGhee (The Crimson Canary), Aufnahmen mit dem Orchester von Johnny Bothwell und Auftritten mit einer All-Star-Formation um Vic Dickenson, Les Paul und Willie Smith, gründete Pettiford Ende 1945 mit dem Pianisten Spaulding Givens und dem Gitarristen Chuck Norris ein eigenes Trio, das in Kalifornien und Nevada auftrat.
Nach Aufnahmen mit Wynonie Harris („Everybody’s Boogie“) und Johnny Otis & The Jubilee All-Stars spielte er ab November 1945 im Duke Ellington Orchestra, in dem er bis März 1948 blieb. So hatte er in den 1940er Jahren die zwei Schlüsselpositionen inne, die ein Bassist damals erreichen konnte: die Gründung der ersten Bebop-Gruppe auf der 52nd Street New Yorks und die Nachfolge des verstorbenen Jimmy Blanton bei Ellington. Außerdem gehörte Pettiford 1943, 1944 und 1945 zu den All Stars der Zeitschriften Esquire und Metronome

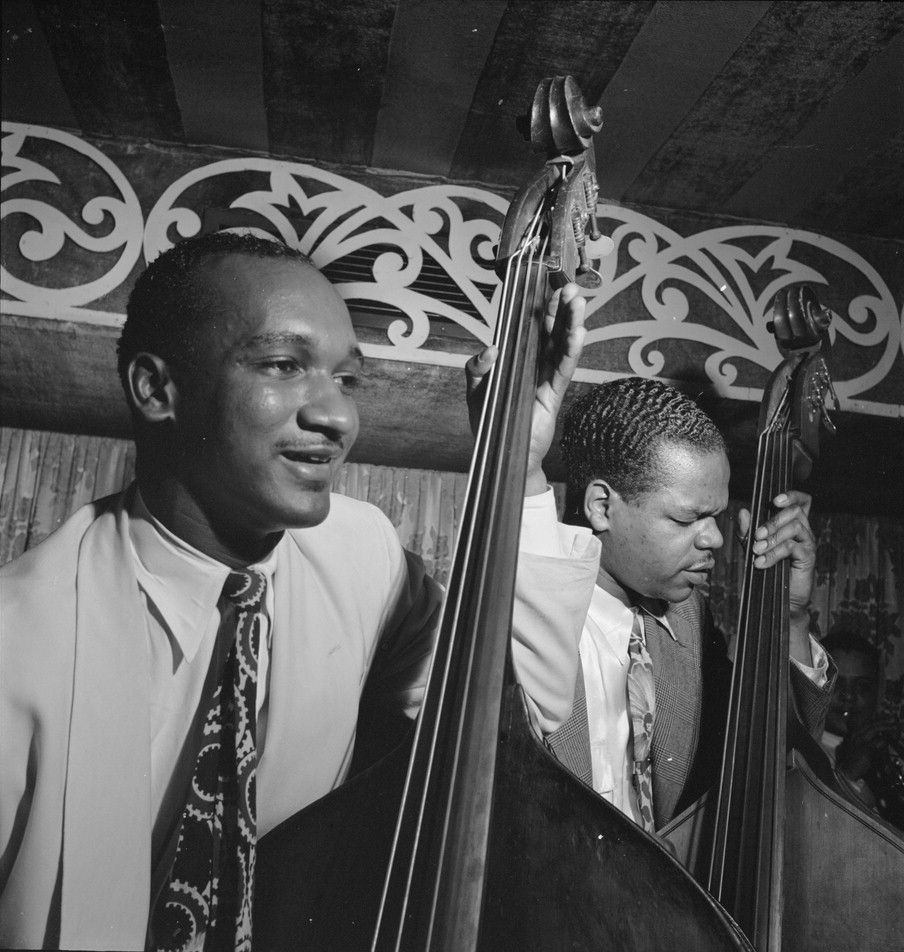
Oscar Pettiford und Junior Raglin, Auftritt im New Yorker Jazzclub Aquarium, Fotografie von William P. Gottlieb, ca. November 1946

### Die Nachkriegszeit
„Mit Oscar Pettiford machte Ellington eine seiner berühmtesten Bass-Schallplatten“, schrieb Der Spiegel damals. „Es war eine Art Doppelkonzert: für Klarinette und Baß. Das Stück hieß ‚Air conditioned jungle‘, […] also ein ‚Urwald mit automatischer Kühlluftzufuhr‘“.
Während seiner Mitgliedschaft im Ellington Orchester wirkte Oscar Pettiford auch bei Aufnahmen von Johnny Hodges, Earl Hines und der Rhythm and Bluesband von Ivory Joe Hunter mit. 1948 gehörte er erst Erroll Garners und dann George Shearings Trios an, das im Three Deuces auftrat. Zur Jahreswende 1948/49 spielte er im Club The Clique (der bald Birdland hieß) mit einer kurzlebigen All-Stars-Formation unter seiner Leitung, in der Fats Navarro, Kai Winding, Lucky Thompson, Milt Jackson, Bud Powell und Kenny Clarke spielten. Der Down Beat schrieb zu ihrem Auftritt Ende Januar 1949: „Die Menge feierte den extremen Bop von Pettiford’s All-Stars enthusiastisch.“

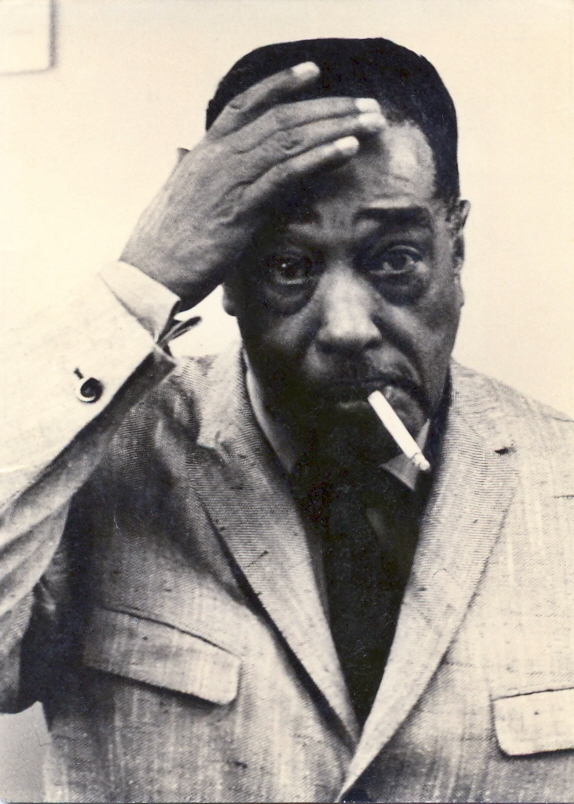
Ellington 1965

Ab Februar 1949 spielte er fünf Monate bei Woody Herman. Bereits hier beschäftigte er sich mit dem Cello-Spiel, das er intensivierte, als er nach einem Armbruch nicht die Kraft hatte, um Bass zu spielen. Nach Auftritten mit den „Serge Chaloff All-Stars“ Mitte 1949 kam es 1950 zur Zusammenarbeit mit der Band von Louie Bellson und Charlie Shavers; mit Duke Ellington entstanden dann Quartett-Aufnahmen, bei denen Cello-Versionen von „Perdido“ und „Blues For Blanton“ eingespielt wurden. Im April 1951 nahm er eine 78er unter eigenem Namen für das französische Label Swing auf („Swingin’ Till The Girls Come Home“); im Sommer 1951 gehörte er dem Trio von Wynton Kelly an und nahm mit ihm einige Titel für Blue Note auf (New Faces, New Sounds) auf. Die United Service Organizations (USO) schickte die Oscar Pettiford Gruppe (mit J. J. Johnson und Howard McGhee) Ende 1951 / Anfang 1952 nach Korea und Japan zu Auftritten im Rahmen der Truppenbetreuung. Seine in Guam mitgeschnittenen Sessions mit McGhee und Johnson erschienen später auf der Savoy-LP South Pacific Jazz.
Pettifords Einführung des Cello in die Jazzmusik werteten „Fachleute diesseits und jenseits des Atlantik […] als ein Ereignis in der Geschichte des Jazz“, schrieb Der Spiegel 1951:

„Oscar spielt sein Cello nicht so, wie man es normalerweise spielt. Er spielt es ‚pizzikato‘. Er streicht nicht, sondern er zupft. So wie er noch vor kurzem seinen Baß gezupft hat. Das Cello soll nicht den Baß ersetzen. Deshalb verwendet Oscar in seinem Ensemble Cello und Baß zusammen. Der Kontrast zwischen dem gezupften Baß und dem gleichermaßen gezupften Cello ist wieder einmal das, was man seit Jahren in der Jazzmusik sucht: ein ‚new sound‘, ein neuer Klang.“

1952 entstand bei einer Quartett-Session mit dem Bassisten Harry Babasin für Discovery in Hollywood das Stück „Monti Cello“ mit einem Bass-Cello-Duett mit Babasin. In den darauffolgenden Jahren war Pettiford freischaffender Musiker in New York, arbeitete mit eigenen Gruppen (u. a. mit einem Engagement im Cafe Bohemia 1955) und auch mit größerem Orchester (The O.P. Orchestra in Hi-Fi, Vol 1 & 2 auf ABC-Paramount). Seine Big-Band-Aufnahmen, mit Arrangements von Gigi Gryce, Lucky Thompson und Oscar Pettiford selbst, brachten einen damals ungewohnten Sound; Harfe (Betty Glamann) und Waldhörner (Julius Watkins und David Amram) wurden integriert.
Auf dem Debut-Label von Charles Mingus wurden 1953 einige Titel eingespielt, bei denen Mingus Bass und Pettiford Cello spielt (The New Oscar Pettiford Sextet). In den fünfziger Jahren war er der meistbeschäftigte Bassist der Jazzszene; Pettiford wirkte Aufnahmen mit den Musikern Miles Davis (Miles Davis Volume 1, 1952 und 1955), Teddy Charles, Kenny Dorham, Art Blakey, Joe Puma, Clark Terry, Urbie Green, Lee Konitz, Gil Mellé, Bernard Peiffer, Sonny Stitt, Lionel Hampton, Ray Charles, Phineas Newborn, Joe Newman, Sonny Rollins (Freedom Suite) und den Sängerinnen Mildred Bailey, Helen Humes, Chris Connor, Helen Merrill und vielen mehr. Zu seinen Trio-Aufnahmen mit Thelonious Monk und Rollins schrieb der Kritiker Joachim-Ernst Berendt:

„[…] die Sounds, die Oscar im zweiten Teil von „Caravan“ gewinnt und dann von Monk übernommen werden, nehmen etwas voraus, was die Jazzwelt erst viele Jahre nach dieser 1955 gemachten Aufnahme bewusst zu hören gelernt hat: die irisierenden Klänge von Bill Evans und Scott LaFaro. Ein ähnlich faszinierendes Zusammenwirken gab es im zweiten Satz der Freedom Suite zwischen Pettiford und Max Roach. Die beiden stellen sich so perfekt aufeinander ein, dass Max Roachs Spiel die Melodiösität und Sensibilität Oscars gewinnt und dass Oscars Spiel perkussiv wie ein Schlagzeug klingt.“

1956 entstand Pettifords Stück „Bass Reflex“ für eine Formation unter Leitung Leonard Feathers und Dick Hymans (Hi Fi Suite, MGM); es war eine damals ungewöhnliche Blues-Komposition im 5/4 Takt, drei Jahre vor Dave Brubecks und Paul Desmonds „Take Five“. 1957 trat er mit einem Quintett aus Ray Copeland, Sahib Shihab, Dick Katz und Paul Motian bzw. Osie Johnson im Harlemer Small’s Paradise auf. Mit einer Bigband-Formation gastierte er im Birdland. Im April 1958 kündigte das Billboard Magazin die Eröffnung des neuen Clubs New Jazzspot mit Pettiford und seinem Quintett an, zu dem Johnny Coles, Sahib Shihab und Hod O’Brien gehörten; hinzu kam die Harfenistin Betty Glamann bei „Willow Weep for Me“. Im Sommer dieses Jahres trat er mit den Rex Stewart and Ellington Alumni All-Stars auf dem Newport Jazz Festival auf. Nach einem letzten Konzert im Juli auf Long Island verließ der Bassist Duke Ellington endgültig.

### Die Jahre in Europa

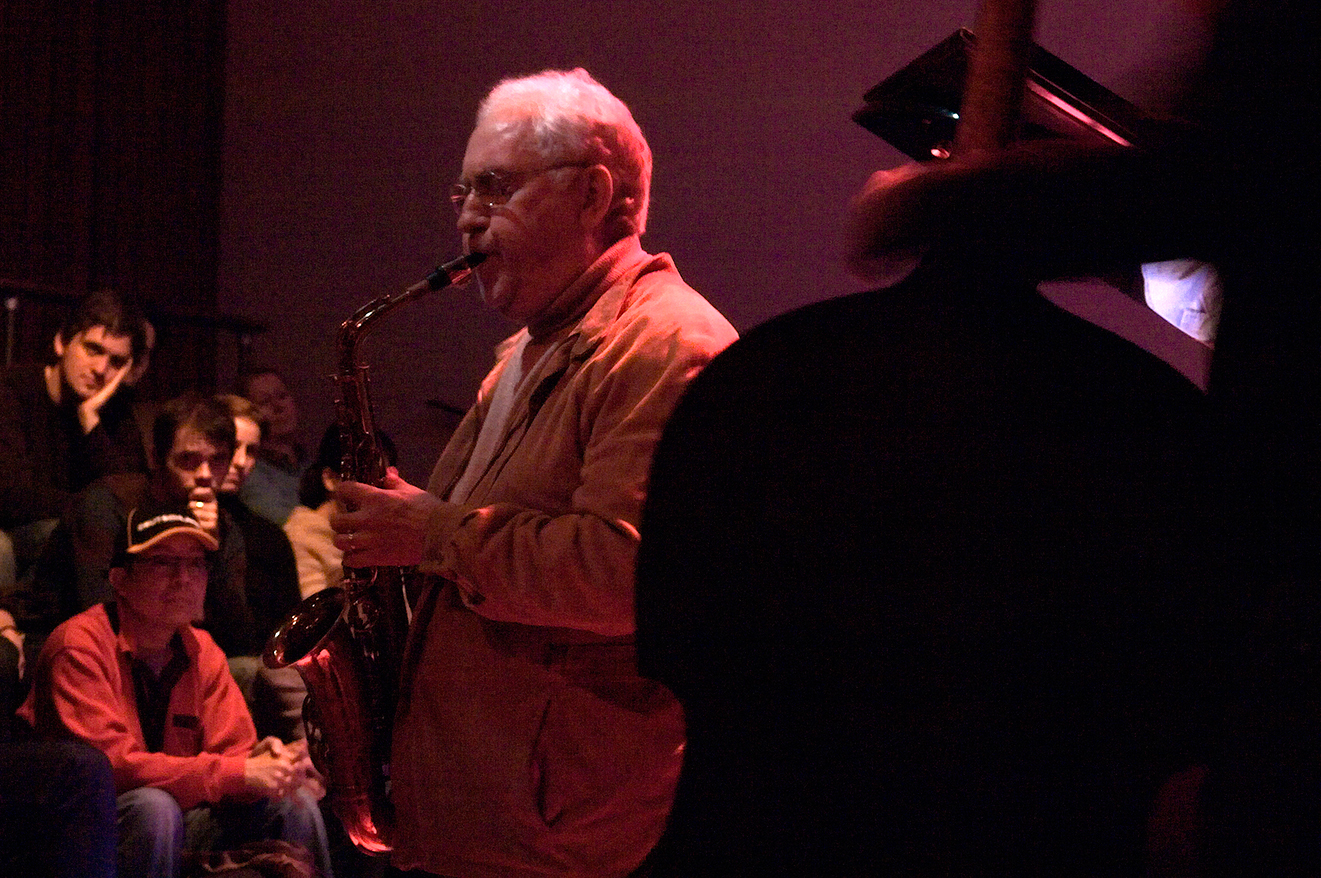
Lee Konitz, 2007

Pettiford kam im September 1958 mit einer von Norman Granz organisierten Jazz from Carnegie Hall-Tourneegruppe nach Europa. Auftakt der Tournee war ein Konzert im Londoner Victoria Theatre; in dieser Gruppe spielten Zoot Sims, Lee Konitz, J. J. Johnson, Kai Winding, Phineas Newborn, Red Garland, Kenny Clarke und Pettiford; der Bassist trat gelegentlich auch in Triobesetzung auf, etwa mit Konitz oder Newborn in Berlin, in Quartettbesetzung mit Sims auch im Jazzkeller Frankfurt.
Bei dem Konzert der Gruppe in Stuttgart lernte er den Produzenten und Journalisten Joachim-Ernst Berendt kennen, der ihn nach Baden-Baden einlud. Er blieb nach Ende der Tournee in der Stadt, als er – u. a. bei Jam Sessions in Schweden – erlebte, wie sehr seine Musik geschätzt wurde.

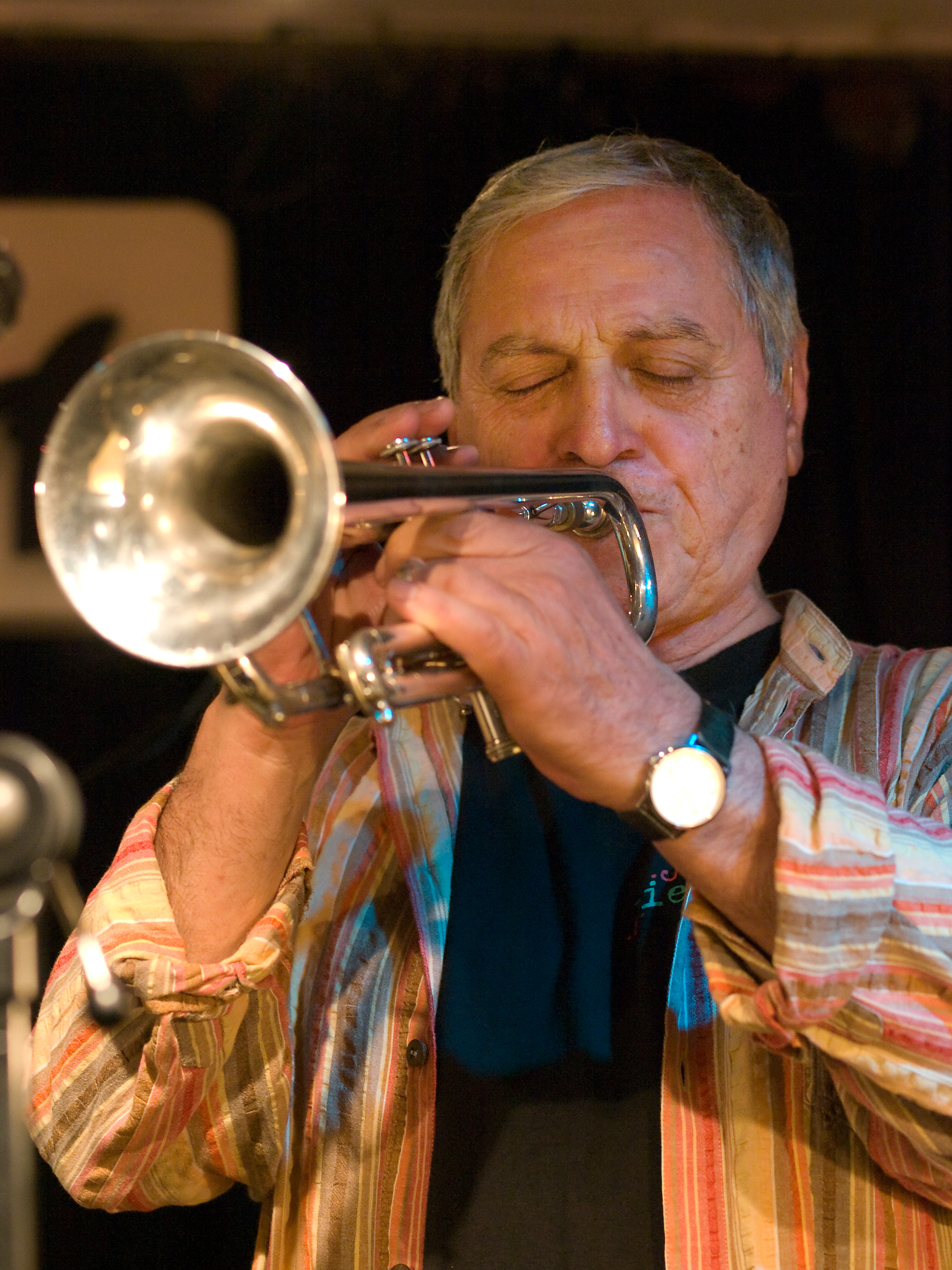
Dusko Goykovich

Er arbeitete dort nach Ende der Tournee zunächst in Paris mit Donald Byrd und Bobby Jaspar, dann mit Gerd Dudek im Quintett von Karl Blume und schließlich mit dem Tenorsaxophonisten Hans Koller, dem Schlagzeuger Jimmy Pratt und dem Gitarristen Attila Zoller zusammen, später in Österreich, wo er dann einen Autounfall hatte.
Das Hans Koller-Oscar Pettiford Quartett war in dieser Zeit eine der wichtigsten Gruppen der deutschen Jazzszene. In Baden-Baden kam es in Zusammenarbeit mit Joachim-Ernst Berendt zu Rundfunk-Produktionen für den Südwestfunk (The Radio Tapes) mit Kenny Clarke. Die Rhythmusgruppe aus Kenny Clarke und Pettiford spielte im Lauf weniger Monate in vielen Kombinationen mit Gastmusikern, wie etwa mit Roger Guérin oder Dusko Goykovich und trat u. a. beim NDR Jazzworkshop in Hamburg auf. Bis zum Frühjahr 1959 hielt er sich in Baden-Baden auf, wo er sich eine Wohnung gemietet hatte. Bei einer Fahrt nach Wien während der Weihnachtszeit 1958 verunglückte Oscar Pettiford zusammen mit Hans Koller bei einem Autounfall. Nach seiner Genesung entstanden im Januar 1959 Aufnahmen in Wien mit der Hans Koller-Gruppe (Vienna Blues).
In einem zeitgenössischen Bericht im Jazz Podium hieß es im Februar 1959 unter der Überschrift „Hans Koller spielt wieder“:

„Oscar Pettiford, der sich bei dem Unfall u. a. die Zunge durchgebissen hat, mußte sich einen längeren Krankenhausaufenthalt gefallen lassen. ‚Meine Zusammenarbeit mit Hans Koller ist nun so gefestigt worden‘, sagte er mit einem Anflug von Galgenhumor, ‚daß man sie als unvergeßlich ansprechen kann.‘ Inzwischen haben einige Freunde Oscar Pettifords in New York einen Fond gegründet, mit dessen Hilfe die Krankenhauskosten des verunglückten Bassisten bezahlt werden sollen.“

Bei der Benefizveranstaltung im New Yorker Birdland kamen 1200 Dollar für Pettiford zusammen. Zahlreiche Musiker hatten sich zur Verfügung gestellt, um durch Verzicht auf Gage die Krankenhauskosten des verunglückten Bassisten mittragen zu helfen. Es spielten u. a. Sal Salvador mit seiner Bigband, Dizzy Gillespie, Duke Ellington und die Posaunistin Melba Liston mit einer All Girl Group, Mary Lou Williams, Gerry Mulligan und andere Musiker mit. Im März 1959 produzierte J.E. Berendt eine Folge seiner Fernsehreihe Jazz – gehört und gesehen für den Südwestfunk mit einem Auftritt des Pettiford-Trios mit Jimmy Pratt und Attila Zoller. Als Ehrengast der Kurt Edelhagen Big Band trat er im Kölner Gürzenich auf, er spielt „Stardust“ und das seinem Sohn Cello gewidmete „My Little Cello“ mit Orchesterbegleitung. Auf den Essener Jazztagen trat er in wechselnden Besetzungen mit Martial Solal, Bud Powell und Rolf Kühn auf.
In seinen letzten Jahren (1958–1960) gab Pettiford der deutschen und skandinavischen Jazzszene entscheidende Impulse. Hans Koller äußerte über seinen Kollegen: „Durch Oscar habe ich verstanden, was die schwarzen Musiker meinen, wenn sie immer sagen: ‚Man erzählt eine Geschichte auf seinem Instrument, wenn man spielt.‘“
Mit seiner Komposition „My Little Cello“ wirkte er 1959 an der Musik von Rolf von Sydows Film Und noch frech dazu mit; Benny Bailey, Pettiford und Joe Harris hatten dabei auch einen Auftritt als Musiker. Ab Sommer 1959 lebte er bis zu seinem Tode, abgesehen von kurzen Abstechern nach Frankreich und Deutschland, in Kopenhagen, wo er zusammen mit Stan Getz, Don Byas, dem schwedischen Pianisten Jan Johannsson, dem Vibraphonisten Louis Hjulmand und dem Trompeter Allan Botschinsky und anderen im Jazzclub Café Montmartre auftrat. Dort entstand auch seine letzte eigene Platte My Little Cello (1960).
Im Februar 1960 brachte seine dänische Frau Jackie die Zwillinge Cellina und Cellesta zur Welt. Nach einem Auftritt auf dem Jazzfestival in Sanremo mit Barney Wilen gastierte er im Auditorium maximum der Freien Universität Berlin auf der SFB-Veranstaltung „Jazz im deutschen Äther“ im Trio mit Clarke und Don Byas; auf dem Cello im Duo mit Clarke spielte er seine neue Komposition „Cello for Cello Twins“. Mit Helen Merrill trat er erneut auf den Essener Jazztagen in der Grugahalle auf; hier kam es auch zu einer letzten Begegnung mit Coleman Hawkins. „Kaum ein Kritiker zweifelte daran, dass die Rhythmusgruppe Pettiford-Clarke der eigentliche Höhepunkt des Festivals war, wen auch immer die beiden begleiteten“

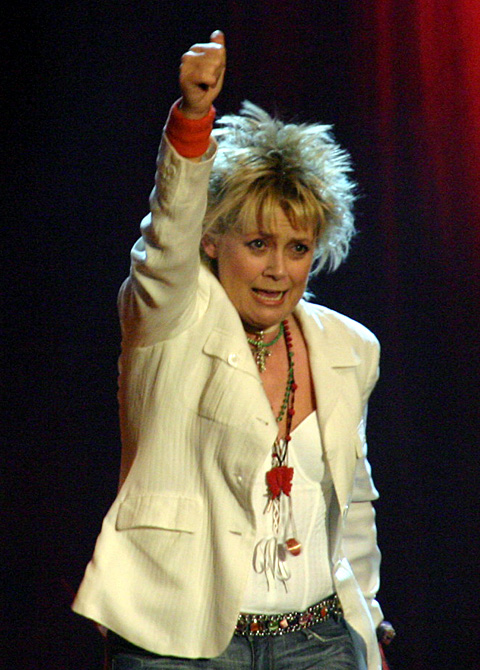
Gitte Hænning 2005

Im Juli 1960 kam Pettiford ein letztes Mal zu Besuch nach Deutschland, unter anderem, um Berendt an ein Projekt zu erinnern, zu dem all die vielen amerikanischen Jazzmusiker, die in Europa arbeiteten und heimisch geworden waren, versammelt werden sollten. Pettiford „empfand diese Americans in Europe als eine Elite“, die für ihn „die Aufgabe hatten, von der er so oft gesprochen hat: die message weiterzugeben.“ Den Plan konnte Berendt allerdings erst drei Jahre später mit einem SWF-Konzert in Koblenz verwirklichen.
Nach seiner Rückkehr nach Kopenhagen wirkte er noch an Gitte Hænnings Single „It Might as Well Be Spring“ als Arrangeur mit; es entstanden auch Aufnahmen mit Stan Getz, Sam Dockery und Art Blakey („Broadway“). Am 4. September gab Pettiford noch ein letztes Konzert im Rahmen der Kopenhagener Kunstausstellung. Am nächsten Tag musste er in ein Krankenhaus (das Fiedfrederiksberg Hospital in Kopenhagen) gebracht werden; er war gelähmt, fiel dann in ein Koma und starb am 8. September 1960. Wie Down Beat am 13. Oktober 1960 berichtete, weigerten sich seine dänischen Ärzte, nähere Auskunft zur Todesursache zu geben. Gitte Hænning gab viel später in einem NDR-Rundfunkinterview mit Michael Naura an, dass er betrunken Fahrrad fuhr, stürzte und mit dem Kopf auf einem Bordstein aufschlug, was schwere Kopfverletzungen verursachte. Das wurde von Hal McCusick bestätigt. Seine Witwe bestritt das hingegen und gab eine Polio-artige Erkrankung als Ursache an, die zu fast vollständiger Lähmung und schließlich Atemlähmung führte.

Da es Oscar Pettifords Wunsch war, dass seine Kinder nicht nach Amerika zurückkehren, sondern in Europa aufwachsen sollten, gab es in Paris ein großes Benefizkonzert zugunsten der Kinder; in Kopenhagen organisierte Erik Wiedemann eine Sammlung. Nach einigem Zögern fand in Deutschland eine ähnliche Aktion statt – in Form einer Konzert-Lotterie der Deutschen Jazz-Föderation. „Das Geld, das auf diese Weise zusammenkam, wurde in einem „Oscar-Pettiford-Fonds“ gesammelt, der in Dänemark unter staatliche Kontrolle gestellt wurde und die Ausbildung der drei Kinder Cello, Cellesta und Cellina auf Jahre hinaus sicherstellte.“

## Werk und Wirkung

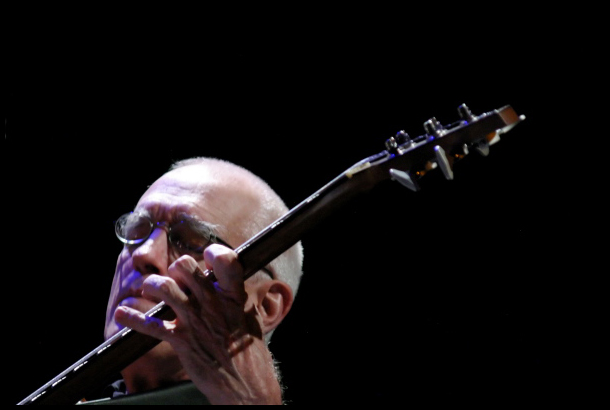
Steve Swallow 2006

Oscar Pettiford war beeindruckt von Jimmy Blanton und Adolphus Alsbrook.
Unter dem Eindruck der experimentellen Sessions in Minton’s Playhouse „wandelte (er) sich vom Swing-Bassisten zu einem der profiliertesten modernen Bassisten.“ Mit der solistischen Verwendung des Basses im Modern Jazz übte er mit seinen außergewöhnlichen instrumentalen Möglichkeiten und einem leidenschaftlichen musikalischen Engagement großen Einfluss auf jüngere Bassisten aus, wie Paul Chambers, Charles Mingus, Steve Swallow oder Buell Neidlinger: Dieser bezeichnete ihn als den „König“ seines Instruments. „Nach meiner Auffassung war er der größte Bassist, der je lebte. Der Mann war ein Monster – er hatte die wunderbarste Intonation und Time“ Oscar Pettiford etablierte durch sein Spiel den Bass als Soloinstrument im Jazz. Cook/Morton sehen in ihm das Bindeglied zwischen Blanton und dem fast gleichaltrigen Mingus. „Hätte er länger gelebt, würde man ihn heute als den einflussreicheren Spieler ansehen.“
Pettiford als zentraler Bassist des Bebop und gefragter Sideman von Cool-Jazz-, Hard-Bop- und Mainstream-Jazz-Musikern war Mitinitiator der fundamentalen Neuerungen des Jazz um 1944 neben Charlie Parker, Dizzy Gillespie und Charlie Christian, auf dessen Stil Pettifords Spiel stark beruhte. Sein Stil hatte wegen seiner Expressivität und Emotionalität Auswirkungen auf das Bassspiel von Mingus, Jimmy Garrison und Reginald Workman. Auch die Virtuosität des Spiels von Scott LaFaro, Stanley Clarke und Jaco Pastorius profitiert von der „Emanzipation des Basses“ durch die Generation von Jimmy Blanton, Ray Brown und Oscar Pettiford. Der Kritiker Ralph Gleason konstatierte, dass er mit seinem Einfluss in den 60ern „wahrscheinlich erfolgreicher als jeder andere Bass-Solist seit Jimmy Blanton“ ist.
Dem Cello, das bis dahin als Nebeninstrument betrachtet und erst kurz zuvor von Harry Babasin in den Jazz eingeführt wurde, gab er eine ganz neue Stellung im Jazz. Analog zu Ellingtons Duo-Aufnahmen mit Blanton 1940 entstanden zehn Jahre später Quartett-Aufnahmen des Pianisten mit Pettiford am Cello. Unter dem Einfluss von Pettifords Cellospiel setzten vor allem Sam Jones und Ray Brown dessen Impulse fort. Seit Pettiford gab es immer wieder Bassisten, die das Cello als Nebeninstrument wählen und oft sogar vorübergehend bevorzugen, so etwa Ron Carter und Peter Warren.
Zu seinen Leistungen als Leiter von Bigbands und Arrangeur meinte Joachim Ernst Berendt: „Oscar war, wie wenige andere, ‚Kammer-Jazz-Musiker‘. Aber er hat auch sein ganzes Leben lang die Sehnsucht nach der Big Band gehabt. Es liegt eine liebenswürdige Ironie darin, wie Oscar immer wieder bemüht ist, in diese swingenden, massiven Big-Band-Klänge Kammermusik-Charakter hineinzubringen. Er tat dies vor allem durch die Verwendung der Harfe von Janet Putman, und wer Oscar über diesen Harfen-Sound hat sprechen hören, weiß, dass er dem mindestens ebensoviel Beachtung beimaß wie dem swing und den Soli.“
„Größer noch als der musikalische ist vielleicht der menschliche Einfluß Oscar Pettifords“, schrieb Der Spiegel bereits 1951 über seinen Einfluss. „Ähnlich wie Robert Schumann hat er eine Art musikalischer ‚Haus- und Lebensregeln‘, allerdings für den Jazz, aufgestellt. Hier ist eine Auswahl davon: ‚Lege all deine Liebe in dein Instrument. Wähle deine Umgebung sorgfältig, sofern sie sich auf Musik bezieht. Paß auf dein Verhalten auf, auf deine Art zu leben. Die falsche Umgebung ist so tödlich wie der Tod.‘“
Seine Kollegen würdigten den früh verstorbenen Musiker mit einer Reihe von ihm gewidmeten Kompositionen; zu nennen wäre Ellingtons bereits im November 1947 eingespieltes Stück „Air Conditioned Jungle“, ferner die posthum entstandenen „O.P.O.P.“ (später auch „Oscar Pettiford junior“) von Charles Mingus und „Pettiford Bridge“ von Don Cherry.

## Diskographische Hinweise

### Original-Alben
Pettifords erste LP-Veröffentlichung unter eigenem Namen war ein 10-Zoll-Album für Charles Mingus’ Label Debut, das 1959 zu einer 12-Zoll-LP um Stücke einer Session mit Serge Chaloff von 1949 ergänzt wurde. Danach nahm der Bassist ab 1954 drei LPs für Bethlehem Records auf, zunächst Basically Duke, gefolgt von Bass by Pettiford/Burke mit sechs Stücken in Quintett-Besetzung gekoppelt mit acht Nummern des Bassisten Vinnie Burke und seinem Quartett. 1955 entstand das dritte Bethlehem-Album unter eigenem Namen, Another One, bei dem Oscar Pettiford mit Donald Byrd, Ernie Royal, Bob Brookmeyer, Gigi Gryce und Jerome Richardson spielte. Das Album enthält seine Komposition „Bohemia After Dark“, benannt nach dem Club in Greenwich Village und den Jazzstandard „Stardust“, den Pettiford im Duo mit dem Pianisten Don Abney spielte, sowie „Minor Seventh Heaven“, bei dem Pettiford zum Cello wechselte.
Im Jahr 1956 entstanden mehrere Alben in größerer Besetzung für ABC-Paramount, wie Oscar Pettiford Orchestra in Hi-Fi und  O.P.'s Jazz Men (The Oscar Pettiford Orchestra), daneben ein schlagzeugloses Trio mit Lucky Thompson (Lucky Thompson Featuring Oscar Pettiford, Vol. 1 (ABC-Paramount ABC 111)). Zwei frühere 10-Zoll-LPs wurden auf der MCA-CD Deep Passion wiederveröffentlicht. Nach seiner Übersiedlung nach Europa entstand auf dem dänischen Ableger von Debut das Album The New Oscar Pettiford Trio mit Louis Hjulmand und Jan Johansson, das später von OJC wiederveröffentlicht wurde. Posthum erschien sein letztes Album My Little Cello auf Fantasy Records.

### Postume Ausgaben und Kompilationen
Das Label Black Lion Records veröffentlichte nach Pettifords Tod ab Ende der 1960er Jahre Aufnahmen aus den letzten Jahren in Europa, wie Vienna Blues – The Complete Session, 1959 mit Hans Koller, Attila Zoller und Jimmy Pratt entstanden; Montmartre Blues (1959–1960), u. a. mit Allan Botschinsky sowie den Mitschnitt vom Jazzfestival in Essen, The Complete Essen Jazz Festival Concert, bei dem Pettiford mit Coleman Hawkins, Bud Powell und Kenny Clarke spielte.
Mitschnitte seiner SWF-Produktionen mit J.E. Berendt von 1958 bis 1960 erschienen auf dem Album Radio Tapes (Jazzline), u. a. mit Hans Koller, Don Byas, Rolf Kühn, Dusko Goykovich, Lucky Thompson, Hartwig Bartz, Helmut Brandt, Kenny Clarke und der Sängerin Monica Zetterlund. Weitere Aufnahmen aus diesen Produktionen erschienen auf der CD Lost Tapes Germany 1958/1959 bzw. Baden-Baden 1959/Karlsruhe 1958 (Jazzhaus).
Das Album First Bass (IAJRC) enthält die Session mit Harry Babasin von 1953, im Trio mit Attila Zoller, Mitschnitte einer Jam-Session mit Phineas Newborn 1958 („Yardbird Suite“), Lee Konitz und Zoot Sims sowie 1960 in Europa aufgenommenen Nummern.
2017 erschien die Edition Oscar Pettiford Nonet/Big Band/Sextet, New York City 1955–1958 (Uptown). We Get the Message (Sonorama)    enthält Aufnahmen des Pettiford-Quintetts mit Kenny Clarke, Hans Koller, Attila Zoller, sowie den Gästen Werner Giertz (Piano), Gerd Dudek (Tenorsaxophon), Willi Sanner (Baritonsaxophon), Dave Moore (Bass).
Die Kompilation Bass Hits (Topaz) vereint Aufnahmen aus den Jahren 1943 bis 1946, jedoch zumeist Stücke mit Pettiford als Sideman (etwa bei Ben Webster, Hawkins, Ellington und Gillespie) sowie aus einer raren Pettiford-All-Stars-Session vom Januar 1945.

### Beteiligung als Sideman (Auswahl)

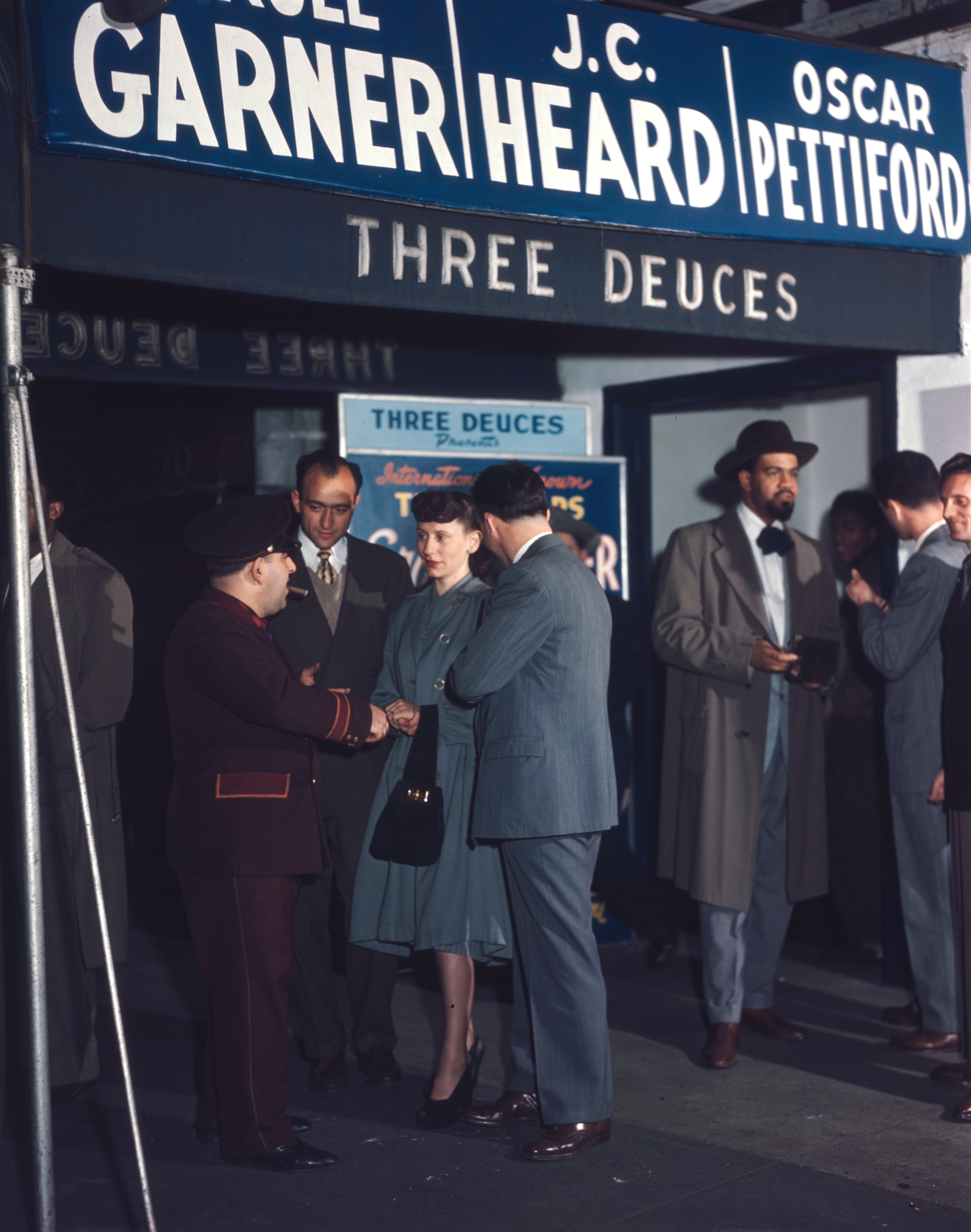
Ankündigung für das Erroll Garner Trio mit J. C. Heard und Oscar Pettiford am Three Deuces, ca. Juli 1948.
Fotografie von William P. Gottlieb.

- The Birdlanders: Vol. 2 (OJC, 1954) mit Kai Winding, Al Cohn, Tal Farlow Duke Jordan, Max Roach, Denzil Best
- Ray Charles/Milt Jachson Quintet: Soul Meeting (Atlantic, 1957/58)
- Chris Connor & John Lewis Quartet: Chris Connor (Atlantic, 1956)
- Miles Davis: The Musings Of Miles (Prestige)
- Miles Davis: Miles Davis Volume 1/Miles Davis Volume 2 (Blue Note, 1952–1954)
- Kenny Dorham: Jazz Contrasts (OJC, 1957) Afro-Cuban (Blue Note, 1955)
- Duke Ellington: Carnegie Hall Concert January 1946 (Prestige)
- Duke Ellington: Carnegie Hall Concert December 1947 (Prestige), Great Times! (OJC, 1950) (enthält „Perdido“, „Blues for Blanton“)
- Tal Farlow; Jazz Masters 41 (Verve 1955–1958) bzw. Finest Hour (Verve, 1955–1958)
- Jimmy Hamilton & The New York Jazz Quintet (Fresh Sound)
- Coleman Hawkins: Rainbow Mist (Delmark, 1944), The Hawk Flies High (Prestige/OJC, 1957)
- Woody Herman: Keeper Of the Flame (Capitol, 1948–1949)
- J. J. Johnson & Kai Winding All Stars: The 1958 European Tour. Rare Live Recordings (RLR 1958, ed. 2007)
- Lee Konitz / Warne Marsh Quintet (Atlantic, 1955)
- Thelonious Monk: The Unique, Brilliant Corners, Plays the Music Of Duke Ellington (Riverside/OJC)
- Gil Melle: The Blue Note Fifties Sessions (Blue Note, 1956)
- Phineas Newborn: Here Is Phineas (Atlantic/Koch, 1959)
- Art Tatum: The Art Of Tatum (ASV, 32-44)
- Lucky Thompson: Accent On Tenor Sax (Fresh Sound, 1954)
- George Wallington: The George Wallington Trios (OJC, 1952–1953)

## Buchveröffentlichungen
- Oscar Pettiford, Erik Moseholm: Jazz Bass Facing. Edition Wilhelm Hansen, Kopenhagen, 1962.